# ابن حي
الحسين بن محمد بن الحسين بن حي التجبي المهندس، تلميذ الكرماني المتقدم قبله. ذكره صاعد وابن أبي أصيبعة، عرضًا في ترجمة أستاذه المذكور، ثم أفرده صاعد بترجمة. وكان من أهل قرطبة بصيرًا بالهندسة والنجوم كلفا بصناعة التعديل وخرج من الأندلس سنة 442 هجرية، ولحق بمصر ثم باليمن واتصل هناك بالقائم بأمر لله ببغداد في هيئة فخمة، فنال هناك دنيا عريضة، وتوفي باليمن بعد انصرافه من بغداد سنة 456. وترجمه أيضًا ابن الأبار في تكملة الصلة، وسمَّاه الحسين بن أحمد، وذكر أنه أخذ الهندسة والعدد عن أبي عبد لله محمد بن عمر المعروف بابن برغوث.